# Stanica (województwo śląskie)
Stanica (niem. Stanitz; do 2001 Stanice) – wieś sołecka w Polsce położona w województwie śląskim, w powiecie gliwickim, w gminie Pilchowice. Nazwa wsi oznacza miejsce postoju, a także obowiązek udzielenie gościny dworowi władcy.

## Nazwa
W alfabetycznym spisie miejscowości na terenie Śląska wydanym w 1830 roku we Wrocławiu przez Johanna Knie wieś występuje pod polską nazwą Stonice oraz zgermanizowaną - Stanitz.

## Historia
Wieś wzmiankowana po raz pierwszy w 1258 roku, stanowiła wówczas własność klasztoru cystersów.
W latach 1975–1998 miejscowość administracyjnie należała do województwa katowickiego.
We wsi w 1961 urodził się Waldemar Matysik – polski piłkarz, pomocnik, zdobywca trzeciego miejsca na MŚ 1982.

## Zabytki
We wsi znajdują się:
- późnobarokowy kościół pod wezwaniem św. Marcina, z lat 1800-1804,
- cmentarz przykościelny z zachowanymi krzyżami z drugiej połowy XIX wieku, a także krzyż kamienny z 1869 roku,
- kaplica późnobarokowa z XIX wieku[5],
- dom z drugiej połowy XIX wieku kryty strzechą,
- pomniki przyrody,
- stacja kolejowa.

## Edukacja
Przedszkola:
- Przedszkole w ZSP w Stanicy

Szkoły podstawowe:
- Szkoła Podstawowa w ZSP w Stanicy

## Turystyka
Przez wieś przebiega szlak turystyczny:
- - Szlak Husarii Polskiej